# Ixodes hoogstraali
Ixodes hoogstraali är en fästingart som beskrevs av Joseph Charles Arthur 1955. Ixodes hoogstraali ingår i släktet Ixodes och familjen hårda fästingar. Inga underarter finns listade i Catalogue of Life.